# مخر (السياني)

تعديل مصدري - تعديل

مخر محلة تابعة لقرية المصينعة، التابعة لعزلة عميد الداخل بمديرية السياني إحدى مديريات محافظة إب في الجمهورية اليمنية.، بلغ تعداد سكانها 113 حسب تعداد اليمن لعام 2004.